# Anusim
Anusim ou anussim (em hebraico, אנוסים, sing. anus, 'forçado') é o termo empregado na literatura rabínica para designar os judeus convertidos compulsoriamente ao Islã ou ao Cristianismo.
Os anusim foram especialmente numerosos na Europa cristã (na Espanha, desde 1391, e particularmente em 1492, quando se intensificaram as conversões forçadas; em Portugal, em 1496), no Marrocos (sob os Almorávidas e os almóadas cujo território se estendia desde a Espanha, ao norte, até o Senegal e o Mali, ao sul). No reinado dos almóadas, o célebre rabino andaluz Moisés Maimônides para não ser obrigado a se converter ao Islã, fugiu com toda sua família para o Marrocos. Sobre a conversão forçada, Maimônides escreveu uma Epístola sobre o extermínio, em judeu-árabe, respondendo aos judeus iemenitas perseguidos.
Já a famosa Iggerot Hashmad ("Carta sobre a apostasia") de Maimônides foi escrita no ano de 1160 durante o período em que os almóadas muçulmanos estavam forçando as pessoas de todos os lugares a recitar o credo muçulmano. O não cumprimento da ordem significava execução. Um estudioso rabínico em Fez (Marrocos) declarou que qualquer judeu que, em público, proferisse uma confissão de fé muçulmana, mesmo que na verdade praticasse o judaísmo secretamente, não poderia mais ser considerado um judeu. Indignado com a insensibilidade desse rabino, Maimônides escreveu uma epístola, demonstrando que o rabino marroquino estava seriamente enganado. Tal visão de martírio era, aos olhos de Maimônides, uma deturpação do judaísmo - e só poderia afastar os judeus do judaísmo. Segundo ele o simples enunciado de uma fórmula nunca poderia tornar um judeu apóstata. Além disso, o Talmud menciona que até mesmo alguns dos maiores sábios-rabinos Meir e Eliezer (cf. Avodah Zara 18a) - fingiram apostasia, a fim de salvar suas vidas. Segundo Maimônides é permitida a conversão a uma outra religião para salvar a própria vida.

## Anusime marranos
Anusim  é um termo legal rabínico genérico, aplicável, independentemente de contexto histórico ou geográfico, aos judeus forçados a abandonar o judaísmo:
"A denominação hebraica 'anusim' é mais genérica e se aplica aos judeus que adotaram outra religião sob coação e aos seus descendentes, os quais continuaram a pertencer a outra fé, mantendo ou não as tradições judaicas"
Já o marranismo é historicamente referenciado: refere-se aos cristãos-novos ibéricos, forçados à conversão entre 1391 e 1497, frequentemente identificados como criptojudeus. Vale ressaltar, no entanto, que os criptojudeus eram os convertidos que continuavam a manter uma prática secreta e frequentemente deformada do judaísmo), enquanto o termo "marrano" se refere, sem distinção, tanto aos convertidos sinceros como aos cristãos de fachada.
Há, no presente, uma certa unanimidade, entre vários estudiosos, de que o termo 'marrano' provém mesmo de mumar anus ou mar anus, que significa 'homem convertido à força', em que a partícula mar (que significa 'homem') é caldaica ou aramaica (línguas similares ao hebraico) e anus significa 'forçado'. "Marrano" é um decalque fonético aportuguesado que, por um mero acaso, no português corrente, coincide com uma da denominação regional do porco (do árabe muḥarram, 'coisa proibida', em alusão à carne do porco, alimento não permitido, tanto pelo judaísmo quanto pelo islamismo,), mas que não se relaciona, em nada, com essa noção pejorativa, porque se trata apenas de um decalque fonético aportuguesado a partir da junção de duas palavras: uma caldaica ou aramaica e outra hebraica: mar anuss, ou seja 'homem convertido à força'.